# Піз-Поттедж
Піз-Поттедж — село в окрузі Середній Суссекс, Західний Сассекс, Англія. Воно розташоване на південній околиці забудованого району Кроулі, у цивільній парафії Слаугем.
У селі є станція автодорожнього обслуговування, названа на честь села, яка також служить місцевим магазином для мешканців села (було побудовано пішохідну доріжку для доступу з села). Він розташований на перехресті M23 і A23 на дорозі Лондон-Брайтон, де з’єднується A264 з Горшем.
Церква Вознесіння, каплиця при церкві Святої Марії, Слаугам, відкрита в 1875 році, але більше не використовується.
Радар Піз-Поттедж розташований приблизно за півмилі на захід від Pease Pottage і його видно з більшої частини села. Це радар управління повітряним рухом для NATS і використовує позицію 140 метрів над рівнем моря, близько 76 метрів над найближчим аеропортом Гатвік.

## Географія та історія
Піз-Поттедж розташований на лісовому хребті Хай-Велд. Цей хребет сформований зі стійких пісковиків і тонких глин крейдяних шарів Гастінгса і тягнеться від Хоршема на заході до узбережжя Ла-Маншу на сході між Гастінгсом і Рай. Хребет вузький на захід від Pease Pottage, але розширюється на схід. Мокра глина Велден утворює низину на північ і південь від хребта. Пісковик забезпечує хороший дренаж, і було знайдено багато мікролітів, що датуються епохою мезоліту. Вважається, що Хоршамська культура існувала близько 2000 років. Неолітичні кремені з Саут-Даунс були знайдені на схід уздовж Періш-лейн. На заході знаходяться три кургани доби бронзи.

## Вилатні особи
- Едвард Торнтон (1893-1970), першокласний гравець у крикет і військовий офіцер